# Diatesi emorragica
In medicina, per diatesi si intende un'insolita suscettibilità o predisposizione costituzionale allo sviluppo di una particolare malattia. Nel caso delle diatesi emorragiche, tale condizione è relativa allo sviluppo di emorragie.

## Classificazione
Le diatesi emorragiche si classificano, in patologia generale, per le loro diverse manifestazioni cliniche, secondo un criterio patogenetico. Le diatesi emorragiche possono derivare da: 
- danno all'endotelio vascolare
  - Su base infettiva (infezioni da parte di Rickettsia, Endocardite infettiva, Sepsi meningococcica)
  - Iatrogeno (da reazioni immunitarie contro farmaci, e conseguente formazione di immunocomplessi che si depositano nella parete vascolare, provocando vasculite (Ipersensibilità di III Tipo)
  - malattie del tessuto connettivo
    - Acquisite (Scorbuto, Malattia di Cushing, invecchiamento)
    - Congenite (Sindrome di Ehlers-Danlos)

  - Porpora di Schönlein-Henoch
  - Teleangectasia emorragica ereditaria
  - Amiloidosi (in particolar modo da proteina AL)
- ridotto numero di piastrine
  - Per ridotta produzione 
    - Aplasia midollare (Pancitopenia)
    - Danno selettivo ai Megacariociti (infezione HIV)
    - Megacariopoiesi Inefficace

  - Per aumentata distruzione
    - mediata da meccanismi non immunologici
      - Trauma fisico (es.: sostituzione di valvola cardiaca)
      - Ipertensione maligna

    - mediata da meccanismi immunologici
      - Porpora Immune Trombocitopenica (PIT) cronica
      - Porpora Immune Trombocitopenica (PIT) acuta

  - Per reazione a farmaci (i farmaci si legano a proteine di membrana delle piastrine, trasformandole in antigeni)
  - Per sequestro (ipersplenismo)
- difetti nella funzione delle piastrine
  - Da difetti congeniti
    - Deficit di adesione (Sindrome di Bernard-Soulier)
    - Deficit di aggregazione (Tromboastenia di Glanzmann)
    - Deficit di secrezione

  - Da difetti acquisiti
    - eccesso di acido acetilsalicilico (o di un altro FANS)
    - Uremia
- alterazione dei fattori della coagulazione del sangue
  - Deficit acquisiti
    - Carenza di Vitamina K (ridotto apporto e/o malassorbimento)
    - Epatopatie
    - Coagulopatia da consumo (Coagulazione intravascolare disseminata, CID)

  - Deficit congeniti 
    - Malattia di Von Willebrand
    - Emofilia A (carenza di Fattore VIII)
    - Emofilia B (carenza di Fattore IX)